# وستل
وستل (به انگلیسی: Vestel) شرکت الکترونیک ترکیه‌ای است، که در زمینه تولید لوازم خانگی، تجهیزات دفاعی و ارائه خدمات فناوری اطلاعات فعالیت می‌کند.
شرکت وستل در سال ۱۹۸۴ تأسیس شد. دفتر مرکزی این شرکت در شهر مانیسا، ترکیه قرار دارد و بخشی از سهام آن در بازار بورس استانبول معامله می‌شود.